# Antarchaea africana
Antarchaea africana là một loài bướm đêm trong họ Noctuidae.